# Велибор Џомић
Велибор Џомић (Краљево, 13. децембар 1969) је српски православни свештеник, подгорички парох, доктор правних наука, координатор Правног савета Митрополије црногорско-приморске, члан Удружења књижевника Србије и Удружења књижевника Црне Горе.

## Правне науке
Дипломирао на Правном факултету Универзитета у Приштини, академски степен последипломске специјализације је стекао одбраном специјалистичког рада под називом „Начело одвојености цркава и верских заједница од државе и његова примена у уставном систему Србије и Црне Горе“.
Магистрирао је након одбране магистарског рада „Однос Цркве и државе у уставима Србије и Црне Горе у XIX и ХХ веку“.
Поред српског, говори и енглески језик. У току школске 2004/2005. године завршио је први степен грчког језика, у организацији Генералног конзулата Републике Грчке у Подгорици.

## Свештеник
Служи као парох у Подгорици у Митрополији црногорско-приморској. Ђаконски чин је примио на Велику Госпојину 1998. у манастиру Тврдошу, а свештенички чин на Ђурђевдан 1999. у Саборној цркви Преображења Господњег у Требињу. Рукоположио га је епископ захумско-херцеговачки и приморски др Атанасије (Јевтић). Митрополит црногорско-приморски др Амфилохије (Радовић) га је на Васкрс 2007. у Саборном храму Христовог Васкрсења унапредио у чин протојереја.

### Стручни радови
Објавио је монографију ”Црква и држава у Црној Гори”, ”Светигора”, ”Октоих”, Цетиње, Подгорица, 2013. г.
Приредио је зборник ”Црква, држава и културна добра”, Правни савјет Митрополије Црногорско-Приморске, Подгорица, 2011. г.
Међу објављеним стручним радовима издвајају се:
1. Однос Цркве и државе у средњовековној српској држави, Правна ријеч, година II, број 4, стр. 327-338, УДК:322, Бања Лука, 2005. г.
2. Законодавство о црквама и верским заједницама у време шестојануарске диктатуре, зборник Правног факултета у Источном Сарајеву, стр. 441-453, Источно Сарајево, 2006. г.
3. Џомић, Велибор (2006). „Канонско-правни и државно-правни статус Митрополије црногорско-приморске”. Православље у Црној Гори. Цетиње: Светигора. стр. 129—157.
4. Цркве и верске заједнице у Нацрту устава Црне Горе, зборник Срби и нови устав Црне Горе, СНВ, Подгорица, 2007. г.

### Књиге
Аутор је више књига из области историје Српске православне цркве у ХХ веку од којих се посебно издвајају еру Усташки злочини над србским свештеницима (Перун, Подгорица, 1995), Голгота Митрополита Црногорско-Приморског Јоаникија 1941—1945. (Светигора, Цетиње, 1996), Мучеништво Српског Патријарха Гаврила (Краљево, 1997), Страдање Србске Цркве од комуниста (три тома, Светигора, Цетиње, 1997—2003). Аутор је и књига Свети Владика Николај и Ава Јустин Ћелијски о Европи и злу западном (Крагујевац, 1993), Секте, сатанизам и лажни пророци (Епархија Жичка, Краљево, 1994), Рањена Србија(Требиње, 1999), Печат вечне срамоте Ступови, Подгорица, 2000), Црногорска лажна црква (Орфеј, Удружење књижевника Црне Горе, 2008). Аутор је неколико стотина чланака у црквеним и националним часописима у Отаџбини и дијаспори. Члан је Удружења књижевника Црне Горе и Удружења књижевника Србије (по позиву).